# Irish Open 1902
Die Irish Open 1902 waren die erste Austragung dieser internationalen Meisterschaften von Irland im Badminton. Bei dieser Erstauflage wurden nur drei Disziplinen ausgetragen, auf Dameneinzel und Damendoppel wurde verzichtet.

## Finalresultate
| Disziplin    | Sieger                                     | Finalist                            | Ergebnis           |
| ------------ | ------------------------------------------ | ----------------------------------- | ------------------ |
| Herreneinzel | Blayney Hamilton                           | L. U. Ransford                      | 15–1, 15–9         |
| Herrendoppel | Willoughby James Hamilton Blayney Hamilton | L. U. Ransford George William Vidal | 15–7, 17–18, 15–8  |
| Mixed        | Blayney Hamilton R. H. Goff                | John Frederick Stokes Mary Obré     | 15–11, 10–15, 15–9 |